# Verônica Bolina
Verônica Alves Francisco (São Bernardo do Campo, 1989), mais conhecida como Verônica Bolina, é uma mulher negra transexual conhecida sobretudo pelas violências de que foi vítima em 2015. Após agressões de policiais, Bolina ficou com o rosto deformado, teve os seios expostos, o cabelo cortado e, algemada e estirada no chão, foi fotografada; as imagens, que viralizaram após vazamento, repercutiram internacionalmente e são tidas como um símbolo da violência do Estado brasileiro contra mulheres transexuais.
Nascida no ano de 1989 em São Bernardo do Campo, dentro de uma família evangélica, Verônica foi rejeitada pelos pais após lhes informar sua identidade de gênero, tendo de se prostituir para se conseguir sustentar. Após o episódio das agressões por policiais, foi diagnosticada com psicose afetiva e considerada inimputável pela Justiça. Aproximou-se do movimento LGBTQ em 2017, depois de ser solta, e deu início a acompanhamento profissional, mas foi presa novamente em outubro desse mesmo ano.
Considera-se que o caso de Verônica, que deveria ser de saúde mental, tornou-se de polícia e que nada foi feito para lhe preservar a saúde mental.

## Biografia
Verônica Alves Francisco nasceu em São Bernardo do Campo no ano de 1989 e passou a infância em Mococa. Em entrevista para o Brasil de Fato, Verônica afirma que, aos seis anos de idade, já sabia que era uma menina, mas, por ter nascido em uma família evangélica, foi-lhe "muito difícil" se aceitar. Conta ter sofrido bullying na escola do primeiro até o oitavo ano. Verônica informou aos pais sua identidade de gênero quando tinha 12 anos, e seu pai a rejeitou, proibindo-a de entrar em casa e cortando-lhe qualquer ajuda financeira. Aos 14 anos, para se sustentar, começou a se prostituir. Aos 19 anos, foi para o Rio de Janeiro em busca de melhores oportunidades. Na cidade de São Paulo, atuou como modelo, garota de programa e atriz pornográfica por cerca de um ano, até se envolver no incidente que a tornou conhecida.
Em 2020, noticiou-se que Verônica havia sido diagnosticada com psicose afetiva.

## Primeira prisão, espancamento e vazamento de imagens
Em 12 de abril de 2015, Verônica Bolina foi presa em flagrante ao agredir uma vizinha de 73 anos na região da Bela Vista. Nessa ocasião, ela discutia com uma outra pessoa transexual, o que gerou incômodo nessa idosa, que reclamou; após confusão, a mulher foi agredida por Bolina. Detida e levada a uma delegacia nos Jardins, tentou agredir os policiais que fizeram sua prisão, conforme o relato de alguns agentes. Lá, foi indiciada por tentativa de assassinato e levada para outra delegacia, onde atacou um carcereiro depois de uma mudança de cela. Bolina mordeu a orelha do agente e, segundo o relato de agentes, permaneceu com o pedaço decepado dentro de sua boca por cerca de uma hora. Após o episódio, Verônica Bolina foi espancada por policiais. A transexual teve seu cabelo raspado e ficou com o rosto desfigurado após as agressões. Bolina foi despida, colocada no chão com algemas nas mãos e pés e enfim fotografada. As imagens, que se espalharam pelas redes sociais depois de terem sido vazadas, são consideradas um símbolo da violência do Estado brasileiro contra mulheres transexuais. O caso ganhou repercussão internacional, tendo sido noticiado em ao menos dois jornais britânicos, Metro e Daily Mail, que mencionou a indignação causada pelo incidente no Brasil.
No dia 14 do mesmo mês, veio a público um áudio em que a própria Bolina teria "confessado" seus crimes; alegou estar "possuída" e que a polícia apenas teria feito seu papel ao "contê-la". Escrevendo para a Ponte Jornalismo, o advogado Renan Quinalha considera que houve violação do Estado Democrático de Direito e que, em casos de violência institucional do Estado, o ônus da prova deve ser invertido a fim de não prejudicar a vítima já afetada física e psicologicamente. Quinalha afirma também que os agentes envolvidos no espancamento de Verônica tiveram a intenção de humilhá-la publicamente devido a sua identidade de gênero. Em entrevista, o professor e pesquisador Fábio Mariano disse que Verônica sofreu, para além de uma tortura física, tortura moral, psicológica e social. Segundo Mariano, raspar a cabeça, remover o sutiã e rasgar a roupa de uma pessoa LGBTQ é lhe negar a existência na qualidade de indivíduo por estar fora do padrão heteronormativo. Em referência ao áudio de Bolina, Mariano considera que "está claro o medo da morte" e que, para se resguardar, "ela protege seu agressor". A Defensoria Pública afirmou que houve indícios de tortura, absusos, exposição de imagem, coação e constrangimento ilegal na prisão de Verônica. Em depoimento, Verônica mais tarde alegou que aceitou gravar o áudio em troca de redução da pena; de acordo com o Brasil de Fato, a orientação para tanto teria partido do delegado Luís Hellmeister. A mãe de Verônica à época disse que foi impossibilitada de ver sua filha, afirmando que "não tem nada de normal nessa história".
No mês seguinte à prisão, instaurou-se um procedimento para verificar se Bolina, por questões de problema mental, poderia ou não responder por seus crimes. Em 2017, a Justiça afinal a declarou inimputável, com Bolina passando a cumprir medida de segurança com tratamento ambulatorial; foi diagnosticada com psicose afetiva. Caê Vasconcelos, escrevendo para a Ponte Jornalismo, considera que o caso de Bolina, que era de saúde mental, virou caso de polícia. Segundo ele, nada foi feito para preservar a saúde mental de Verônica. Na maior parte do tempo em que esteve presa, Bolina ficou em uma unidade prisional masculina. O delegado afirmou que a transexual não foi para uma cela especial por não ter solicitado, embora ele mesmo pudesse ter tomado essa iniciativa. Entre a primeira e a segunda prisão, Bolina morou em Mococa por um período com seu pai. Retornou a São Paulo em busca de oportunidades de trabalho e, lá, apresentou atuação mais ativa no movimento LGBTQ, procurando inclusive acompanhamento psiquiátrico e psicoterapêutico com foco nas questões de identidade de gênero. De acordo com a ativista Neon Cunha, Verônica lhe teria dito que, pela primeira vez, "tinha sido tratada como gente". Contudo, Bolina foi presa pela segunda vez dois dias antes de sua primeira consulta psiquiátrica.

## Segunda prisão e epílogo
Bolina foi presa pela segunda vez em 1.º de outubro de 2017, acusada de tentativa de homicídio. Sua advogada, no entanto, alega a existência de falhas no processo, como a inexistência por quase dois anos e meio de depoimento da suposta vítima, além de Verônica não ter sido apresentada na audiência de custódia, pois os policiais a consideravam "muito perigosa para ser tirada da carceragem"; não houve também nenhum laudo de exame de corpo de delito que comprovasse a materialidade do crime. Segundo a única testemunha, houve agressão rápida entre Verônica e uma pessoa moradora de rua, ao que Bolina cessou voluntariamente e seguiu pela via pública, para ser detida somente em outro local. De acordo com o Ministério Público, Verônica teria deixado a vítima desacordada e em estado grave ao fazer uso de instrumento cortante, e a não consumação do homicídio só se teria dado graças à intervenção de terceiros. Contudo, em um prontuário médico adicionado ao processo, consta o atendimento a uma pessoa não identificada que, ao dar entrada com histórico de agressão, estava consciente e não precisou de internação.
Em 2017, Bolina pretendia voltar a cursar o ensino médio; tinha o sonho de cursar educação física ou nutrição. Em 2020, Verônica desejava tornar-se enfermeira, após se interessar pela área durante sua internação. Segundo a jornalista Cinthia Gomes, Bolina tinha o sonho de aprender inglês, mas que via dificuldades em conseguir "qualquer emprego", de modo que teve de voltar a se prostituir. Gomes afirma que presentou Bolina com um livro de Patricia Hill Collins e que, graças a isso, em breve existiria uma Verônica "feminista preta"; a transexual não havia tido contato com a militância até 2017 e, em 2020, já deixava seu cabelo natural. Em entrevista para o Brasil de Fato, Bolina disse que nunca se havia dado conta do estigma pelo qual era classificada, mas que de fato era negra, pobre e transexual.